# Panboli
Panboli è una suddivisione dell'India, classificata come town panchayat, di 8.530 abitanti, situata nel distretto di Tirunelveli, nello stato federato del Tamil Nadu. In base al numero di abitanti la città rientra nella classe V (da 5.000 a 9.999 persone).

## Geografia fisica
La città è situata a 09° 02' 59 N e 77° 14' 10 E.

## Società

### Evoluzione demografica
Al censimento del 2001 la popolazione di Panboli assommava a 8.530 persone, delle quali 4.239 maschi e 4.291 femmine. I bambini di età inferiore o uguale ai sei anni assommavano a 935, dei quali 501 maschi e 434 femmine. Infine, coloro che erano in grado di saper almeno leggere e scrivere erano 5.623, dei quali 3.188 maschi e 2.435 femmine.